# Partenogenes
Partenogenes, ibland kallad jungfrufödsel, är inom zoologin en form av asexuell förökning genom produktion av avkomma ur obefruktade ägg. Bland växter kallas motsvarande fenomen ibland för apomixis. Det kan påträffas i många olika djurgrupper, däribland fiskar, reptiler, amfibier, fåglar, spindeldjur, steklar och bladlöss. Hos däggdjur finns det inga observationer av fenomenet i naturen, även om det finns fall där det lyckats induceras hos vissa däggdjur laborativt.

## Mekanismer

### Typer av partenogenes
Vid förökning genom partenogenes behövs det vanligtvis ett sätt att göra avkomman diploid utan befruktning. Detta kan ske genom antingen meiotisk eller mitotisk delning av ägget. Meiotisk partenogenes kan ske på en mängd sätt varav många bygger på att genomet dupliceras antingen före eller efter själva meiosen. Avkomman efter en meiotisk partenogenes kommer enbart att ärva halva sin moders arvsmassa och blir därmed helt och hållet homozygot. Vid mitotisk partenogenes bildas ägget genom mitos och fortsätter sedan att utvecklas till ett foster. Avkomman blir då en klon av sin moder. Partenogenes kan antingen vara strikt, ifall all reproduktion sker genom partenogenes, eller fakultativ, då reproduktionen skiftar mellan att vara sexuell och partenogenes. Det senare kan observeras bland vissa insekter, som till exempel bladlöss och skalbaggar.

### Könsbestämning
Eftersom avkomman av en mitotisk partenogenes är genetiskt identisk med sin moder kan denna typ av partenogenes enbart ge upphov till nya honor, givet en typisk kromosomal könsbestämning. Vid meiotisk partenogenes är däremot hanlig avkomma en möjlighet, beroende på hur könsbestämningen hos arten sker. Om arten har heterogametiska honor, dvs att det använder ett så kallat ZW-system (påträffas bland annat hos fåglar och vissa reptiler), kan arten potentiellt få både honlig och hanlig avkomma eftersom embryots könskromosomer kan bli antingen ZW eller ZZ. Om arten istället har homogametiska honor, dvs att könsbestämningen istället sker genom ett XY-system (som hos till exempel däggdjur), kan en hona inte ge upphov till hannar genom partenogenes eftersom honan inte kan bistå med någon Y-kromosom. Hos myror föds hanar genom meiotisk partenogenes utan att någon duplicering av genomet sker. Embryot blir då haploid och hos myror är det just detta som är avgörande för könsbestämningen. Bladlöss har förmågan att producera hanlig avkomma via mitotisk partenogenes genom en eliminering av ena könskromosomen.

## Evolution

### Fördelar
Evolutionärt sett medför partenogenes både fördelar och nackdelar. Eftersom det inte finns något behov av en partner har en art som har utvecklat partenogenes potential till att reproducera sig fortare och effektivare än om den hade förökat sig sexuellt. Bladlöss utgör ett extremt fall där en honas partenogenetiska avkomma själv kan vara dräktig redan innan födseln. Partenogenes tillåter också en art att kolonisera nya områden med enbart en individ, till skillnad från ett strikt sexuellt system där det skulle krävas minst två individer (av olika kön, såvida arten inte är hermafroditisk).

Diagrammet illustrerar hur sexuell reproduktion gör det möjligt för fördelaktiga genotyper att uppstå snabbare än genom asexuell reproduktion. Allelen A är mer fördelaktig än a och allelen B är mer fördelaktig än b. Båda uppstår slumpmässigt genom mutation. I en sexuell population (ovan) kan allelerna snabbt rekombineras till genotypen AB efter att de uppstått. I en asexuell population (nedan) tar det längre tid för genotypen AB att uppstå eftersom den ena allelen måste uppstå genom en mutation i genomet hos en individ som redan uttrycker den andra allelen.

### Nackdelar
Nackdelarna med asexuell reproduktion har varit omdiskuterade inom evolutionär biologi. Den primära mekanismen som saknas vid asexuell reproduktion jämfört med sexuell är förmågan att kombinera och rekombinera genetiskt material från olika individer (bortsett från hos till exempel bakterier som kan överföra genetisk information horisontellt). I ett sexuellt system finns det därmed möjlighet för gynnsamma mutationer att kombineras i en och samma individ även om de från början uppkommit hos olika individer. I organismer med strikt partenogenes är detta inte möjligt eftersom genomet hos varje individ bara kommer från en enda förälder. Därtill blir också den genetiska variationen mycket låg i populationen. Hög genetisk variation är gynnsamt för en art eftersom det ökar möjligheten att kunna hantera förändringar i omgivningen. Därmed bör det vara fördelaktigt att utveckla partenogenes för arter som är väl anpassade till en relativt oföränderlig miljö eller för arter som uttrycker en hög grad av fenotypisk plasticitet. I en art som är väl anpassad till sin nuvarande miljö men som saknar fenotypisk plasticitet kan en uppkomst av partenogenes ge stora fördelar på kort sikt men kan utgöra en sårbarhet på lång sikt ifall miljön förändras. Ännu en nackdel som kan uppstå vid uppkomsten av meiotisk partenogenes hos en art som tidigare haft sexuell reproduktion är att recessiva alleler som legat dolda i moderns genom plötsligt kan komma till uttryck i avkomman eftersom den blir helt homozygot. Detta innebär att det kan vara svårt för partenogenes att uppstå, även i en art som både skulle ha möjlighet att utveckla det och kunna dra nytta av det.

### Geografisk partenogenes
Inom ett flertal djurgrupper har det observerats att arter som reproducerar sig genom partenogenes ofta lever i andra typer av miljöer än de som deras sexuellt reproducerande släktingar gör. De miljöer som partenogena arter lever i har dessutom en tendens att vara mer extrema än de miljöer som deras släktingar bebor (till exempel nordligare, torrare eller öar). En möjlig förklaring till detta är att det i dessa typer av miljöer är svårare för individer att hitta en partner att föröka sig med. Därmed får partenogenes en selektiv fördel eftersom det helt och hållet kan eliminera behovet (och därmed kostnaden) av att söka efter en partner. En annan möjlig förklaring är att förekomsten av rovdjur och parasiter är lägre i den typen av miljöer. Sexuell reproduktion bidrar med en högre potential att kunna hänga med i en evolutionär kapprustning mot rovdjur och parasiter genom genetisk rekombination, men om de inte utgör ett särskilt starkt selektionstryck för en art kan fördelarna med partenogenes tänkas överträffa fördelarna med sexuell reproduktion.

### Uppkomst
Partenogenes kan uppstå inom en art på ett av fyra huvudsakliga sätt, eller genom en blandning av flera av dem. Det första är sättet är spontan uppkomst genom mutation. En mutation som rubbar en arts reproduktionssystem har potential att orsaka partenogenes. Beroende på om mutationen får individen att bli sexuellt isolerad från andra inom arten eller inte kan det orsaka antingen strikt eller fakultativ partenogenes. Partenogenes kan också uppkomma genom en hybridisering mellan två närbesläktade arter. Meiosen blir ofta störd hos hybrida arter och kan potentiellt orsaka att partenogenes uppkommer. Hybridisering verkar vara den process som gett upphov till de flesta, om inte alla, exempel av partenogenes bland ryggradsdjur. En hybrid uppkomst är ofta lätt att identifiera genom att det ofta ger upphov till en hög grad av heterozygositet. I vissa partenogena arter som uppkommit genom hybridisering krävs det fortfarande inseminering (utan att någon befruktning sker) från närbesläktade arter för att reproduktion ska ske (fenomenet kallas för pseudogami eller gynogenes), till exempel hos vissa levandefödande tandkarpar. Hos partenogena tejuödlor sker parningsbeteendet fortfarande, fast mellan honor. Trots att det i detta fall varken sker befruktning eller inseminering ger det ändå högre fruktsamhet på grund av hormoner som släpps ut i samband med parningen. Ett tredje sätt för partenogenes att uppstå är genom sekundär spridning från arter som redan är partenogena. Om en art som har utvecklat partenogenes inte är helt sexuellt isolerad från nära släktingar som reproducerar sig sexuellt kan det finnas möjlighet för partenogenes att sprida sig till släktingarna. Detta bör vara en särskilt stor möjlighet i de fall som partenogenes fortfarande kan ge upphov till hanlig avkomma. Huruvida detta är någonting som sker i naturen eller inte är dock okänt. Det sista sättet som partenogenes kan uppstå genom är smittsam överföring. Vissa patogena mikrober har en förmåga att kunna inducera partenogenes hos sin värd, varav Wolbachia är den mest kända. Wolbachia är en bakterie som framförallt angriper insekter och andra leddjur. Förutom att inducera partenogenes har Wolbachia också visat sig kapabel till att selektivt kunna döda hanlig avkomma under dess utveckling och orsaka att smittade hannar omvandlas till honor eller blir oförmögna att fortplanta sig med icke-smittade honor.